# Sebastian Bruns
Sebastian Bruns (* 1982 in Wolfsburg) ist ein deutscher Politikwissenschaftler, Marineexperte und Wissenschaftler am Institut für Sicherheitspolitik der Universität Kiel (ISPK). Von 2021 bis 2024 war er Senior Associate am Center for Strategic and International Studies (CSIS) in Washington, DC.

## Werdegang
Bruns studierte Regionalwissenschaften Nordamerika, Neuere Geschichte und Politikwissenschaft an der Universität Bonn und an der Universität Kopenhagen. Nach Abschluss des Studiums 2007 folgten Tätigkeiten als Referent im Vorstandsreferat Internationale Angelegenheiten und Repräsentation der Stadt Bonn und am Institut für Politik und Wirtschaft Haus Rissen Hamburg. Von 2010 bis 2014 promovierte er an der Universität Kiel bei Joachim Krause zum Thema US-Marinestrategie 1981–2011. 2010/2011 war Bruns für ein Jahr als Congressional Fellow des German Marshall Fund/American Political Science Association (GMF/APSA) am 112. US-Kongress in Washington, DC tätig. Für den republikanischen Abgeordneten Todd Young verantwortete Bruns als Referent dessen verteidigungs- und militärpolitische Angelegenheiten.
Seit 2016 ist Bruns Wissenschaftler am Institut für Sicherheitspolitik der Universität Kiel (ISPK). Dort baute er das Center for Maritime Strategy & Security (CMSS) auf, der schnell zu Europas führendem maritimen sicherheitspolitischem Think Tank wurde. Bruns begründete das zudem Kiel International Seapower Symposium (KISS) zur Kieler Woche, wo jährlich etwa 100 Persönlichkeiten aus Wirtschaft, Streitkräften, NGOs, Industrie, Politik und Medien zusammenkommen, um über aktuelle strategische Probleme auf und von See zu beraten. Die Ergebnisse werden der Öffentlichkeit in Form von Sammelbänden und Tagungsberichten kommuniziert. Darüber hinaus begründete Bruns zusammen mit Jann-Markus Witt vom Deutschen Marinebund den Dreizack, die jährliche Netzwerk- und Nachwuchstagung für maritime Wissenschaftler. Auch das trilaterale Baltic Sea Strategy Forum (BSSF) mit finnischen, schwedischen und dänischen Kooperationspartnern als erste dezidierte Ostsee-Sicherheitskonferenz trieb er mit voran.
2021 gab er die Leitung des Arbeitsbereiches ab und lehrte in den USA als John McCain/Fulbright-Gastprofessor an der Marineakademie der Vereinigten Staaten in Annapolis im Fachbereich Politikwissenschaft. Zudem gab er Kurse zu den Themen Ostsee/Nordeuropa sowie US-Marinestrategie seit dem Kalten Krieg. Nach Rückkehr aus den USA ist Bruns nunmehr als Senior Researcher am ISPK tätig. Sein Arbeitsschwerpunkt liegt neben aktuellen Themen (US-Marine, Deutsche Marine) derzeit im mehrjährigen Forschungsvorhaben „Maritime Strategie und Einsätze der NATO von 1985 bis heute“. Das ISPK ging zu diesem Zweck eine Forschungskooperation mit dem Zentrum für Militärgeschichte und Sozialwissenschaften der Bundeswehr ein.
Bruns veröffentlichte neben zahlreichen Aufsätzen und Kommentaren bislang fünf Bücher zum Thema maritime Strategie, Seemacht und maritime Sicherheit.

## Mitgliedschaften
Bruns ist Mitglied im Wissenschaftlichen Beirat des Deutschen Marinemuseums Wilhelmshaven, im Deutschen Maritimes Institut, im US Naval Institute (USNI) sowie in der Marine-Offizier-Vereinigung.

## Auszeichnungen (Auswahl)
- 2017: Dissertationspreis Deutsches Forum Sicherheitspolitik (DFS)[3]
- 2019: Auswahl als erster McCain-Fulbright Distinguished Visiting Professor an der US Naval Academy Annapolis, Maryland[3]

## Veröffentlichungen (Auswahl)
- Via New York nach Bagdad? Die Vereinten Nationen und die Irak-Politik der USA. Tectum, Marburg 2008, ISBN 978-3-8288-9579-9.
- als Hrsg. mit Nina Hürter: Nachhaltig ins 21. Jahrhundert: 15 Jahre UNO-Stadt Bonn. 15 Years UN City of Bonn. Bouvier, Bonn 2011, ISBN 978-3-416-03347-3.
- als Hrsg. mit Kerstin Petretto, David Petrovic: Maritime Sicherheit. Springer VS, Wiesbaden 2013, ISBN 978-3-531-18479-1.
- Der Nordatlantik. Vom strategischen Schachbrett des Kalten Kriegs zur Modellregion für Maritime Sicherheit. In: Heinz Dieter Jopp (Hrsg.): Maritime Sicherheit im 21. Jahrhundert. Nomos, Baden-Baden 2014, ISBN 978-3-8487-1910-5, S. 327–351.
- als Hrsg. mit Jeremy Stöhs: Maritime Security in the Eastern Mediterranean. Kiel International Seapower Symposium 2017. In: ISPK Seapower Series Nr. 1, Nomos Baden-Badden, 2018
- als Hrsg. mit Joachim Krause: Routledge Handbook Naval Strategy & Security. Routledge, London 2016, ISBN 978-1-138-84093-5.
- US Naval Strategy and American National Security. Routledge, London 2018, ISBN 978-1-138-65173-9.
- als Hrsg. mit Sarandis Papadopoulos: Conceptualizing Maritime & Naval Strategy. Festschrift for Peter M. Swartz, Captain (US Navy), retired. In: ISPK Seapower Series Nr. 4, Nomos, Baden-Baden 2020, ISBN 978-3-8487-5753-4.
- Together… From the Sea: Contemporary Allied Maritime Strategy. In: Julian Pawlak, Johannes Peters (Hrsg.): From the North Atlantic to the South China Sea. Allied Maritime Strategy in the 21st Century. Nomos, Baden-Baden 2021, ISBN 978-3-8487-7708-2, S. 15–30.